# Werner Oberst
Maximilian Karl Werner Oberst  (* 14. Oktober 1891 in Halle (Saale); † 17. Februar 1945 in Berlin-Charlottenburg) war ein deutscher Landrat in Preußen.

## Leben
Oberst, Sohn des Chirurgen Maximilian Oberst, besuchte das Stadtgymnasium Halle und legte dort Ostern 1910 die Reifeprüfung ab. Anschließend studierte er Rechtswissenschaft. Zum 1. Februar 1933 trat er der NSDAP bei (Mitgliedsnummer 1.447.528). 1933 wurde er zunächst Landrat im Kreis Merseburg, im darauffolgenden Jahr kommissarischer Landrat im Kreis Torgau und Nachfolger von Wilhelm Jung. 1935 übernahm er endgültig dieses Amt, das er bis 1938 ausübte. Ihm folgte im Amt Hartmann Sommerlatte. Von 1940 bis 1943 war er Landrat im Landkreis Calau. Kurz vor Ende des Zweiten Weltkrieges starb Oberst in einem Berliner Krankenhaus an Hirnhautentzündung.